# Festival internacional de videoart
El Festival internacional de videoart (FIVA) és un festival internacional de videoart de caràcter internacional que es porta a terme des de l'any 2011. Aquest festival se celebra anualment a la ciutat de Buenos Aires, l'Argentina. És el primer festival de nivell global que es desenvolupa amb continuïtat en aquest país, tant és així que ja hi consta en el calendari anual de festivals internacionals.
FIVA va néixer l'any 2011 per iniciativa de diferents professionals. La idea va sorgir després d'una visita a Cuba que va tenir lloc l'any 2009 en la que Hernan Raggi i Soledad Sanchez van participar en un festival de Videoart. Ells dos juntament amb Marcela Andino varen donar vida a aquest Festival, que va esdevenir el primer Festival Internacional de videoart que tenia lloc a l'Argentina. Any rere any l'objectiu principal de FIVA és oferir una perspectiva actualitzada de l'escena del videoart internacional per tal d'obrir nous camins de difusió, noves sensibilitats estètiques i noves formes de comunicació; a més d'incentivar a la creació i la producció audiovisual d'aquesta pràctica artística contemporània. Des dels seus inicis i, al llarg de tots els seus certàmens ha comptat amb la presencia de prestigiosos i reconeguts col·laboradors i jurats de l'àmbit artístic nacional i internacional com per exemple Graciela Taquini, Rodrigo Alonso i Carlos Trilnick de l'Argentina; Laura Baigorri i Nekane Aramburu d'Espanya i Brian Mackern d'Uruguay.
La primera edició es va dur a terme en el partido d'Almirante Brown. Posteriorment, gràcies al suport de Gabriel Patrono, fundador de La Nave de los Sueños, va sorgir l'oportunitat de desenvolupar el festival a la Biblioteca Nacional.
El propòsit del FIVA segons expliquen als seus organitzadors i equip directiu és el següent: "Lo que buscamos es promover la disciplina y la diversidad en las miradas, que exista la posibilidad de que un público acostumbrado a un lenguaje comercial pueda tener acceso a estas obras que plantean una reflexión y nos invitan a pensar el mundo de otra manera".
Al llarg de les edicions que s'han celebrat, el FIVA ha anat creixent en prestigi i notorietat. Per aquest motiu que l'any 2013, corresponent a la seva segona edició, el festival va aconseguir el suport del INCAA (Institut Nacional de Cinematografia i Arts Audiovisuals) i va ser declarat d'interès cultural per la Ciutat de Buenos Aires, per mitjà de la Llei de Mecenatge. Durant l'any 2014 el festival va incorporar programes de capacitació i debat en relació al videoart, a més d'oferir xerrades informatives al públic assistent.
Cal afegir que durant l'any 2015 el FIVA va aconseguir acords amb diferents institucions per les seves presentacions com el Museu Es Baluard d'Espanya, el "AC "Museu d'Art Contemporani de la Ciutat de Santa Fe (Argentina) i el Cabildo de Montevideo. En aquest mateix any, també va passar a formar part de la Nit dels Museus en la pantalla del Museo del Libro y de la Lengua. El Festival compta ja amb un total de 5 edicions consecutives des de la seva posada en marxa i avui dia podríem dir que ja ha aconseguit consolidar-se i expandir-se, essent molt significatiu en diferents països.